# 泼尼松
潑尼松又名強的松、去氢可的松，是一種口服的糖皮質激素藥物，通常用於抑制免疫系統和減輕炎症的情況，如哮喘、慢性阻塞性肺病和風濕症。它也連同其他類固醇用於治療由癌症和腎上腺功能不全而引起的高血鈣。
長期使用潑尼松的常見副作用包括白內障、骨質流失、容易瘀傷、肌肉無力和鵝口瘡。其他副作用包括體重增加、腫脹、高血糖、感染風險增加及思覺失調。一般認為懷孕時使用該藥是安全的，而母乳哺育的時候使用低劑量也似乎是安全。因為潑尼松必須要先行透過肝臟將其轉變成潑尼松龍，再進入血液中產生作用。而在母親體內生成的潑尼松龍會透過胎盤酵素轉變成潑尼松再進入胎兒身上，且胎兒的肝臟並不會活化潑尼松轉化成潑尼松龍，對胎兒的傷害較小。在長時間使用後，潑尼松需要逐漸停止服用。
潑尼松必須先經過肝臟轉化為潑尼松龍，然後才能使其活躍。然後，潑尼松龍與糖皮質激素受體結合，激活它們並觸發基因表達的變化。
潑尼松於1954年獲得專利，並於1955年在美國批准用於醫療用途。它可以作為通用藥物使用。2016年，它於超過2,300萬張處方裡，成為在美國最多的處方藥排名第31位。2018年，每劑量的潑尼松於美國的批發價為少於$0.30美元。

## 醫療用途
潑尼松是用於多種不同的自體免疫性疾病和炎性疾病，包括：哮喘、慢性阻塞性肺病、慢性炎症性脫髓鞘性多發性神經病變、風濕、過敏疾病、潰瘍性結腸炎及克隆氏症，腎上腺功能不全、由癌症引起的高血鈣、甲狀腺炎、喉炎、嚴重的結核病、蕁麻疹、脂質性肺炎、心包炎、多發性硬化症、腎病症候群、結節病，以及減輕了帶狀皰疹、紅斑性狼瘡、重症肌無力、暴露毒漆樹、梅尼爾氏症、自體免疫性肝炎、巨細胞動脈炎的影響，還有在治療梅毒、杜興氏肌肉營養不良症、葡萄膜炎中很常見的雅-赫氏反應，以及在器官移植後作為預防排斥的藥物療法。
潑尼松被用於治療偏頭痛及叢集性頭痛和嚴重的口腔潰瘍。潑尼松也被用作化療藥。這與其他抗癌藥結合治療急性淋巴性白血病、霍奇金淋巴瘤、非霍奇金氏淋巴瘤、多發性骨髓瘤及其他對激素敏感的腫瘤非常重要。
潑尼松可用於治療心臟衰竭的代謝失調，以增加腎臟對利尿劑的反應，尤其是在循環使用大劑量利尿劑的難治性抗利尿劑的心臟衰竭患者。就以此為目的之行動機制是：作為糖皮質激素的潑尼松可透過增加在腎臟內髓收集管中利鈉肽A型受體的密度，引起強力利尿，從而可改善腎臟對利鈉作用的反應。
高劑量的潑尼松可用於預防器官移植後出現的排斥反應。

## 不良反應
潑尼松跟所有糖皮質激素一樣，短期副作用包括了高血糖水平（尤其是糖尿病患者或使用其他增加血糖的藥物，例如是他克莫司），和鹽皮質激素的作用，例如體液瀦留。潑尼松的鹽皮質激素的作用很輕微，這就是為何除非同時給予更有效的鹽皮質激素，否則它不會用於治療腎上腺功能不全之中。
在某些人中，它也可能引起抑鬱或是焦慮及抑鬱症狀。
長期副作用包括庫興氏綜合症、類固醇癡呆綜合症、軀幹體重增加、骨質疏鬆症、青光眼、白內障、二型糖尿病，及隨著劑量減少或停止後出現的抑鬱。潑尼松也可導致白細胞增多症。

### 輕微不良反應
- 頭痛
- 食慾增加
- 口渴增加
- 牙齒敏感
- 催吐
- 腿痛／痙攣
- 腸道菌群減少
- 腹瀉
- 尿頻
- 疹
- 痤瘡
- 焦慮
- 專注力失調或過度活躍症[23]

### 嚴重不良反應
- 類固醇肌病（Steroid myopathy）
- 糖尿病患者血糖升高
- 難以控制情緒
- 難以維持思想訓練
- 體重增加
- 免疫抑制
- 皮質類固醇誘導脂肪代謝障礙（Corticosteroid-induced lipodystrophy），如月亮臉、肚腩贅肉
- 抑鬱、狂躁、思覺失調，或其他精神病症狀
- 異常疲勞或虛弱
- 精神混亂／無決斷力的
- 記憶力和注意力障礙（類固醇癡呆綜合症（英语：steroid dementia syndrome））
- 肌肉萎縮[29]
- 視野模糊
- 腹痛
- 胃及十二指腸潰瘍
- 髖關節及肩疼痛
- 類固醇誘導的骨質疏鬆症
- 皮膚擴張紋
- 相似於缺血性壞死的Osteonecrosis
- 失眠
- 嚴重關節痛
- 白內障或青光眼
- 焦慮
- 黑便（Melena）
- 腹痛或腹部脹氣
- 嚴重腫脹
- 口腔潰瘍或口乾
- 缺血性壞死
- 脂肪肝[23]

## 相依性
如服用潑尼松超過７天，便會開始發生腎上腺抑制作用。最終，這可能會導致身體暫時喪失製造天然皮質類固醇（尤其是皮質醇）的能力，導致依賴於潑尼松。因此，服用超過７天潑尼松不應突然停服；相反，應逐漸減少劑量。如果潑尼鬆的療程很短的話，脫離過程可能需要多於幾天的時間，但若長期治療的話，可能需要數星期或數個月的時間。突然撤藥可能導致愛迪生氏症危機。對於那些接受慢性治療的患者，隔日服藥可能能夠保持腎上腺功能，從而減少副作用。
糖皮質激素的作用是抑制下丘腦的反饋，在垂體前葉腺中降低促腎上腺皮質激素釋放激素（CRH）及促皮質激素，從而減少促腎上腺皮質激素（ACTH）的數量。基於這個原因，類似糖皮質激素藥物例如潑尼松會下調糖皮質激素的天然合成。這種機制會在短時間內導致依賴性，並且如藥物是太快撤回的話可能很危險。身體必須有時間開始合成CRH及ACTH，並使腎上腺重新開始正常運作。
如果以７至１０mg或更高的潑尼松劑量使用數星期，可能已開始導致下丘腦-垂體-腎上腺軸（HPA）的抑制。這大約相等於人體每天產生內源性皮質醇的數量。就這樣，HPA開始受到抑制及萎縮。如果發生這種情況，人們應該逐漸減掉潑尼松，讓腎上腺有足夠的時間來恢復其功能和內源性類固醇的產生。對於那些正承受較高壓力（如疾病、手術、外傷等）抑制HPA的患者或可能需要補充劑量或「壓力劑量」。在這種情況下不這樣做的話可能會危及性命。

## 撤回
撤回皮質類固醇的減量幅度和速度應根據每個個案的具體情況確定，並考慮到所治療的潛在疾病，以及個別患者因素，例如是復發的可能性和糖皮質激素治療的持續時間。對於那些疾病不太可能複發並且患有以下疾病的患者，應考慮逐步停用全身性皮質類固醇激素：
- 持續１星期以上每天接受超過40毫克的潑尼松（或相等份量）；
- 在傍晚獲重複劑量的藥物；
- 接受超過３星期的治療；
- 最近接受過重複療程（尤其是如果服用時間超過３星期）；
- 在停止長期療程的一年內接受短期療程；
- 腎上腺抑制的其他可能性原因；

在那些疾病不太可能複發的病人，並且接受了３星期或更短時間的治療，以及上述患者組中未包括的患者中，可能會突然停止全身性皮質類固醇激素治療。
在停用皮質類固醇期間，劑量可以迅速降低至生理性劑量（相當於每天使用7.5毫克的潑尼松龍），然後更慢地減少。停藥期間可能需要評估疾病，以確保不會復發。

## 藥理學

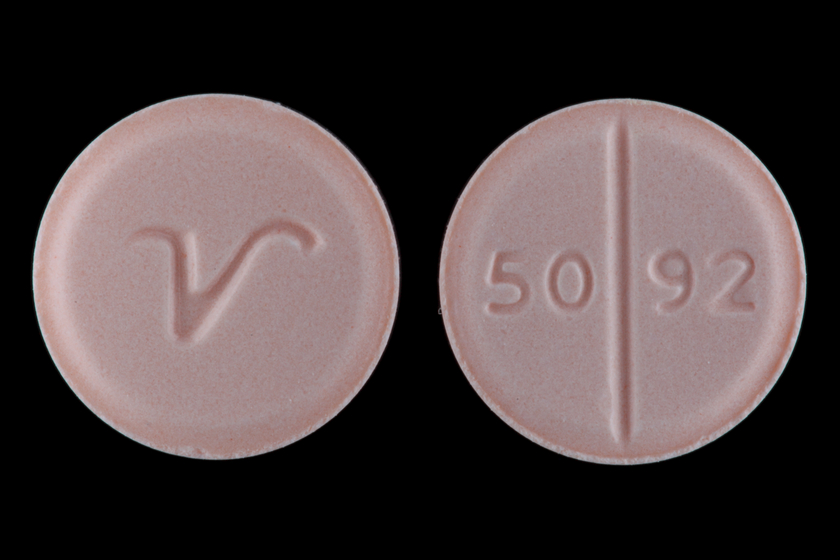
20mg的潑尼松口服藥片。

潑尼松是一種合成的糖皮質激素，其具有抗炎和免疫抑製的特性。它是一種無生物活性的化合物，可以在體內代謝產生藥物。它在肝臟中透過11-β-HSD在肝臟中代謝為活性藥物—潑尼松龍。直至肝臟代謝轉化為潑尼松龍，否則潑尼松沒有實質的生物學作用。

### 藥代動力學
潑尼松在胃腸道中吸收，其半衰期為2-3小時。其分佈容積為每公斤0.4至1升。該藥物可透過肝代謝以細胞色素P450酶清除，該代謝物會從膽汁和尿液中排出。

## 工業
根據美國藥典，製藥行業會使用潑尼松藥片用於校準溶出度測試裝置。

## 化學
潑尼松是一種孕烷有機化合物皮質類固醇，及可的松之衍生物，也可稱為δ1-可的松，或是脫氫可的松１號及２號，又或是其他的化學名稱。

## 外部連結
- Kelly, Janis. . Respiratory Reviews. July 2000, 5 (7). （原始内容存档于2013-01-04）.
- National Inventors Hall of Fame induction of Arthur Nobile
- U.S. National Library of Medicine: Drug Information Portal - Prednisone （页面存档备份，存于）